# Sphedamnocarpus decaryi
Sphedamnocarpus decaryi är en tvåhjärtbladig växtart som beskrevs av Arenes. Sphedamnocarpus decaryi ingår i släktet Sphedamnocarpus och familjen Malpighiaceae. Inga underarter finns listade i Catalogue of Life.